# Sanna Malaska
Sanna Irene Malaska (* 6. April 1983 in Helsinki) ist eine ehemalige finnische Fußballspielerin. 

## Karriere

### Vereine
Malaska spielte im Seniorinnenbereich von 2000 bis 2003 für den Hauptstadtverein HJK Helsinki in der SM-sarja, der seinerzeit höchsten Spielklasse im finnischen Frauenfußball. Mit dem Verein erreichte sie zweimal das Finale um den nationalen Vereinspokal, der am 21. Oktober 2000 und am 27. Oktober 2002 gegen den FC United aus Jakobstad mit 2:1 und 3:0 errungen wurde. In der Spielzeit 2004 war sie für den schwedischen Erstligisten Sunnanå SK aktiv. Von Januar 2005 bis Juni 2007 pausierte sie, bevor sie für den in Saragossa ansässigen CD Prainsa Zaragoza (wie sich der Saragossa Club de Fútbol Femenino seinerzeit nannte) im zweiten Halbjahr tätig war.
Nach Grimstad gelangt, kam sie für den dort ansässigen Amazon Grimstad FK in den Spielzeiten 2008 bis 2010 in der Toppserien, der höchsten Spielklasse im norwegischen Frauenfußball, zu Meisterschaftsspielen.
Nach Helsinki zurückgekehrt, kam sie ein zweites Mal für HJK Helsinki – nunmehr in der Naisten Liiga, wie sich die höchste Spielklasse seit 2006 nennt – und sportlich das letztes Mal im Fußballsport zum Einsatz. Mit einem weiteren Titel, dem Gewinn des Ligapokals, beendete sie ihre Spielerkarriere.

### Nationalmannschaft
Malaska bestritt in einem Zeitraum von sechs Jahren 37 Länderspiele für die A-Nationalmannschaft. Sie debütierte am 15. August 2004 in Szamotuły beim 2:0-Sieg im Freundschaftsspiel gegen die Nationalmannschaft Polens. Ihr zweites Länderspiel in diesem Jahr bestritt sie am 20. Oktober im Rückspiel der Play-off-Begegnung mit der Nationalmannschaft Russlands zum Abschluss der EM-Qualifikationsgruppe 1. Nachdem das Hinspiel mit 1:0 gewonnen wurde, gewann ihre Mannschaft mit 3:1 ein zweites Mal und qualifizierte sich für die in England anstehende Europameisterschaft 2005. Im EM-Jahr bestritt sie zwölf Länderspiele, von denen zwei in Freundschaft (gegen Spanien und die Niederlande am 15. Februar in Las Palmas de Gran Canaria und 20. August in Oulu stattfanden – in diesem gelang ihr mit dem Treffer zum Endstand in 90. Minute ihr erstes A-Länderspieltor), vier im März im Turnier um den Algarve-Cup, (die ersten) drei in der WM-Qualifikationsgruppe 3, Kategorie A in der Europäischen Zone / UEFA und drei im Turnier um die Europameisterschaft 2005. Dem EM-Kader unter Trainer Michael Käld angehörig, wurde sie im zweiten und dritten Spiel der Gruppe A jeweils als Einwechselspielerin ins Turnier gebracht, wie auch im Halbfinale, das gegen die Nationalmannschaft Deutschlands am 15. Juni in Preston mit 1:4 verloren wurde. Nachdem sie im Spieljahr 2006 nur drei Länderspieleinsätze hatte (zwei Vergleiche mit der Nationalmannschaft der Niederlande am 5. und 8. Februar in Maspalomas und ein WM-Qualifikationsspiel am 22. April gegen die Nationalmannschaft Polens in Jaworzno) bestritten hatte, kam sie in den Spieljahren von 2007 bis 2010 in insgesamt 20 Länderspielen zum Einsatz. Neu war, dass sie erstmals mit ihrer Mannschaft am Vier-Nationen-Turnier 2008 in Guangzhou teilnahm und in allen drei Spielen berücksichtigt wurde. Nach den ersten drei Spielen in der WM-Qualifikationsgruppe 7 im Jahr 2009 beendete sie mit zwei Spielen im Turnier um den Algarve-Cup 2010 ihre Länderspielkarriere. Ihren letzten Einsatz als Nationalspielerin hatte sie am 3. März 2010 im/mit dem Spiel um Platz 7, das in Silves mit 0:1 gegen die Nationalmannschaft Rumäniens verloren wurde.

## Erfolge
Nationalmannschaft
- Halbfinalist Europameisterschaft 2005

HJK Helsinki
- Finnischer Pokalsieger 2000, 2002
- Finnischer Ligapokal-Sieger 2011